# David Mateos
David Mateos Ramajo (Madrid, 22 de abril de 1987) é um futebolista espanhol que atua como zagueiro. Atualmente, joga pelo Hapoel Hadera.

## Carreira
Em 29 de julho de 2015, Mateos ingressou no Orlando City SC, da Major League Soccer, com gerente geral Paul McDonough o descrevendo como um jogador "versado" que ele esperava "fazer um impacto imediatamente ". Ele foi dispensado em 3 de março de 2017.

## Títulos
Real Madrid
- Copa do Rei: 2010–11
- Troféu Teresa Herrera: 2013

AEK
- Copa da Grécia: 2010-11